# Androniki Michalopulu
Androniki Michalopulu (ur. 11 czerwca 1998 w Atenach) – piłkarka nożna występująca na pozycji obrońcy, reprezentantka Grecji.

## Życiorys
Od 11 roku życia uprawiała lekkoatletykę. Ukończyła politologię na Uniwersytecie Narodowym im. Kapodistriasa w Atenach.

## Kariera klubowa

### Ialisos Ladies
W 2014 roku dołączyła do greckiego klubu Ialisos Ladies z siedzibą w Rodos. W sezonie 2014/2015 zadebiutowała w najwyższej lidze rozgrywek. Razem z drużyną z Rodos w sezonie 2015/2016 osiągnęła wicemistrzostwo Grecji. W tym samym sezonie ogłoszono ją królową strzelczyń ligi.

### Atromitos
W sezonie 2016/2017 dołączyła do ateńskiego zespołu Atromitos.

### Agia Paraskevi
W 2017 roku dołączyła do Agia Paraskevi, gdzie grała przez następne cztery lata. Razem z drużyną dwukrotnie sięgnęła po tytuł mistrza II ligi greckich rozgrywek (w sezonie 2017/2018 i 2019/2020).

### Medyk Konin
W lutym 2021 roku dołączyła do Medyka Konin debiutując w polskiej Ekstralidze. W sezonie 2020/2021 rozegrała 11 meczów, zdobywając 2 bramki i 2 asysty. W sezonie 2021/2022 rozegrała 27 meczów, w których zdobyła 3 gole i 1 asystę.

### Carmen București
W sezonie 2022/2023 dołączyła do rumuńskiego zespołu Carmen București. Wraz z klubem sięgnęła po mistrzostwo Rumunii, w sezonie rozegrała 24 spotkania, w których strzeliła 10 goli i zaliczyła 12 asyst.

### Farul Constanta
W następnym sezonie dołączyła do rumuńskiego Farul Constanta. W sezonie 2023/2024 rozegrała 11 spotkań.

### Csíkszereda
W trakcie sezonu 2023/2024 dokonała transferu do kolejnego rumuńskiego zespołu – Csíkszereda, w którym rozegrała 11 spotkań zdobywając 5 goli.

### Pogoń Szczecin
29 lipca 2024 roku podpisała kontrakt z polską Pogonią Szczecin, w drużynie Pogoni gra z numerem 3.

## Kariera reprezentacyjna
W 2023 roku została powołana na zgrupowanie reprezentacji Grecji. W barwach narodowych zadebiutowała 22 września 2023  w przegranym meczu Ligi Narodów UEFA z Polską, zmieniła w 82' minucie Sofię Kongouli. Kolejny mecz zagrała zmieniając w 24' minucie Eirinię Nefrou w przegranym meczu z reprezentacją Serbii w ramach Ligi Narodów. W kwietniu 2024 roku zagrała w meczu przeciwko reprezentacji Wysp Owczych w ramach kwalifikacji przez Euro 2025, weszła na boisko zmieniając w 62' minucie Marię Paternę. 31 maja ponownie weszła na boisko w barwach reprezentacji, w zremisowanym meczu eliminacyjnym przed Euro 2025 przeciwko reprezentacji Czarnogóry, na boisko weszła zmieniając w 83' minucie Anastasię Spyridonidou.